# Ga Hợp Tiến
Ga Hợp Tiến là một nhà ga xe lửa tại xã Hợp Tiến, huyện Đồng Hỷ, tỉnh Thái Nguyên. 
Hiện nay, nhà ga đang bị bỏ hoang và không còn hoạt động nữa.